# НХЛ у сезоні 1961—1962
НХЛ у сезоні 1961/1962 — 45-й регулярний чемпіонат НХЛ. Сезон стартував 11 жовтня 1961. Закінчився фінальним матчем Кубка Стенлі 22 квітня 1962 між Торонто Мейпл-Ліфс та Чикаго Блек Гокс перемогою «Мейпл-Ліфс» 2:1 в матчі та 4:2 в серії. Це десята перемога в Кубку Стенлі Торонто.

## Матч усіх зірок НХЛ
15-й матч усіх зірок НХЛ пройшов 7 жовтня 1961 року в Чикаго: Чикаго Блек Гокс — Усі Зірки 1:3 (0:1, 1:2, 0:0).

## Підсумкова турнірна таблиця
| # | Команда            | І  | В  | П  | Н  | ШЗ  | ШП  | Очки |
| - | ------------------ | -- | -- | -- | -- | --- | --- | ---- |
| 1 | Монреаль Канадієнс | 70 | 42 | 14 | 14 | 259 | 166 | 98   |
| 2 | Торонто Мейпл-Ліфс | 70 | 37 | 22 | 11 | 232 | 180 | 85   |
| 3 | Чикаго Блек Гокс   | 70 | 31 | 26 | 13 | 217 | 186 | 75   |
| 4 | Нью-Йорк Рейнджерс | 70 | 26 | 32 | 12 | 195 | 207 | 64   |
| 5 | Детройт Ред-Вінгс  | 70 | 23 | 33 | 14 | 184 | 219 | 60   |
| 6 | Бостон Брюїнс      | 70 | 15 | 47 | 8  | 177 | 306 | 38   |

## Найкращі бомбардири
| Гравець        | Команда            | І  | Г  | П  | О  | ШХ |
| -------------- | ------------------ | -- | -- | -- | -- | -- |
| Боббі Галл     | Чикаго Блек Гокс   | 70 | 50 | 34 | 84 | 35 |
| Енді Бетгейт   | Нью-Йорк Рейнджерс | 70 | 28 | 56 | 84 | 44 |
| Горді Хоу      | Детройт Ред-Вінгс  | 70 | 33 | 44 | 77 | 54 |
| Стен Микита    | Чикаго Блек Гокс   | 70 | 25 | 52 | 77 | 97 |
| Френк Маховлич | Торонто Мейпл-Ліфс | 70 | 33 | 38 | 71 | 87 |

## Плей-оф

### Півфінали
| - 27 березня. Монреаль - Чикаго 2:1 - 29 березня. Монреаль - Чикаго 4:3 - 1 квітня. Чикаго - Монреаль 4:1 - 3 квітня. Чикаго - Монреаль 5:3 - 5 квітня. Монреаль - Чикаго 3:4 - 7 квітня. Чикаго - Монреаль 2:0 Серія: Монреаль - Чикаго 2-4 | - 27 березня. Нью-Йорк - Торонто 2:4 - 29 березня. Нью-Йорк - Торонто 1:2 - 1 квітня. Торонто - Нью-Йорк 4:5 - 3 квітня. Торонто - Нью-Йорк 2:4 - 5 квітня. Нью-Йорк - Торонто 2:3 2ОТ - 7 квітня. Нью-Йорк - Торонто 1:7 Серія: Нью-Йорк - Торонто 2-4 |

### Фінал
- 10 квітня. Торонто - Чикаго 4:1
- 12 квітня. Торонто - Чикаго 3:2
- 15 квітня. Чикаго - Торонто 3:0
- 17 квітня. Чикаго - Торонто 4:1
- 19 квітня. Торонто - Чикаго 8:4
- 22 квітня. Чикаго - Торонто 1:2

Серія: Чикаго - Торонто 2-4

## Призи та нагороди сезону
| Нагороди                 | Гравець     | Команда            |
| ------------------------ | ----------- | ------------------ |
| Пам'ятний трофей Колдера | Боббі Руссо | Монреаль Канадієнс |
| Трофей Арта Росса        | Боббі Галл  | Чикаго Блек Гокс   |
| Пам'ятний трофей Гарта   | Жак Плант   | Монреаль Канадієнс |
| Приз Джеймса Норріса     | Дуг Гарві   | Нью-Йорк Рейнджерс |
| Приз Леді Бінг           | Дейв Кеон   | Торонто Мейпл-Ліфс |
| Трофей Везини            | Жак Плант   | Монреаль Канадієнс |

| Нагорода               | Клуб               |
| ---------------------- | ------------------ |
| Приз принца Уельського | Монреаль Канадієнс |
| Кубок Стенлі           | Торонто Мейпл-Ліфс |

## Команда всіх зірок
| Перша команда                     | Позиція              | Друга команда                      |
| --------------------------------- | -------------------- | ---------------------------------- |
| Жак Плант, Монреаль Канадієнс     | Воротар              | Глен Голл, Чикаго Блек Гокс        |
| Дуг Гарві, Нью-Йорк Рейнджерс     | Захисник             | Карл Брюер, Торонто Мейпл-Ліфс     |
| Жан-Гі Тальбо, Монреаль Канадієнс | Захисник             | П'єр Пільот, Чикаго Блек Гокс      |
| Стен Микита, Чикаго Блек Гокс     | Центральний нападник | Дейв Кеон, Торонто Мейпл-Ліфс      |
| Енді Бетгейт, Нью-Йорк Рейнджерс  | Правий нападник      | Горді Хоу, Детройт Ред-Вінгс       |
| Боббі Галл, Чикаго Блек Гокс      | Лівий нападник       | Френк Маховлич, Торонто Мейпл-Ліфс |